# CRAZY LOVE/Days
「CRAZY LOVE/Days」（クレイジーラブ/デイズ）は、1998年7月23日に発売されたMY LITTLE LOVERの12枚目のシングル。レーベルはトイズファクトリー。

## 説明
両A面シングルである。両曲ともアルバム『NEW ADVENTURE』からの先行シングル。

## 収録曲
作詞・作曲・編曲は全て小林武史
1. CRAZY LOVE
キリンビバレッジ「ナチュラルズ」CMソング
2. Days
日本航空「JAL夏の北海道『地平線リゾート』」CMソング
3. CRAZY LOVE (instrumental)

## 収録アルバム
- NEW ADVENTURE (#1,2)
- singles (#1,2)
- Best Collection (#1)